# Прессъобщение
Прессъобщението е известно като информация за медиите (на английски език: press release). Като една от формите на PR то се счита за основен метод за навременно предоставяне на информация, която е с голяма важност и значимост и ограничава разпространението на нежелани интерпретации.
Обикновено прессъобщенията се създават от организациите във връзка със стартиране на някаква кампания, предстоящи събития или промоции, представяне на нови продукти или търговски марки и др.
Прессъобщението е стегнат и кратък текст, който се предоставя на медиите във вид, готов за публикуване. Използва се от организациите за разгласяване на важна информация, отнасяща се за тях. Тази бързина и навременност на прессъобщението се постига чрез използването на съвременни информационни технологии, позволяващи например то да бъде изпратено чрез Интернет по електронната поща до избрани медии и журналисти.
В края на прессъобщението може да се включи кратък параграф с информация за самата организация.